# Tramea insularis
Espèce
Tramea insularis est une espèce d'insectes odonates de la famille des libellulidés.